# Mellersta Södermanlands Järnväg
Mellersta Södermanlands Järnväg, (MlSlJ), var en järnväg i mellersta Södermanland som förband NrSlJ, Norra Södermanlands Järnväg vid Stålboga station och Västra stambanan vid Skebokvarn via Malmköping.

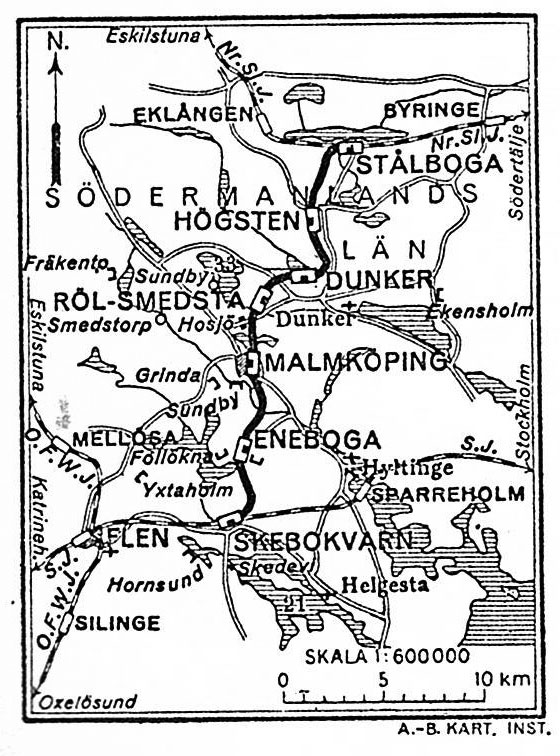
MlSlJ. Karta 1926.

## Historik
Järnvägen tjänade framförallt Malmköping och var en bana som kom till först efter flera decennier av järnvägsprojekt. En järnväg genom Malmköping hade först planerats av Svenska Staten redan då Västra Stambanan skulle anläggas genom bygden under 1850-talet men sträckningen kom till sist att hamna i ett sydligare läge. Nästa större järnvägsföretag att etablera sig i trakten kom på 1870-talet, Trafikaktiebolaget Grängesberg-Oxelösunds Järnvägar, som också planerade sin bana så att den skulle gå via Malmköping. Även denna gång kom dock järnvägen att byggas via andra orter i närheten. Ca tjugo år senare byggdes nästa järnväg genom trakten då Norra Södermanlands Järnväg öppnade sin linje från Saltskog (Södertälje) till Eskilstuna. 
Denna järnväg kom då att passera Malmköping endast några mil norr om samhället varefter järnväg fanns på nära håll både åt norr, väster och söder från köpingen, något som fick lokala krafter att agera. Aktieteckning inleddes, planer upprättades och slutligen den 4 juli 1902 beviljades koncession för en järnväg på sträckan Flen – Malmköping – Stålboga. Denna ändrades 1 juli 1904 till Skebokvarn – Malmköping – Stålboga efter att man träffat avtal med SJ om att trafikera den befintliga järnvägen Skebokvarn-Flen.
Den normalspåriga banan (längd 23,440 km) invigdes 28 oktober 1907 efter vissa fördyrande svårigheter under byggtiden. 1913 insattes en dieselelektrisk motorvagn (DEVA tillv nr 3) i trafiken, vilket blev världens första dieselelektriska fordon i reguljär drift. Efter att Malmköpings regemente 1921 flyttat till Strängnäs minskade passagerarintäkterna ganska märkbart. I och med NrSlJs förstatligande 1931 upphörde nästan all transitotrafik och därmed förlorade man den största inkomstkällan. Detta fick banans ägare att ansöka om att få banan förstatligad och så skedde också den 1 juli 1932. Då SJ hade tagit över NrSlJ året innan passade man på att rusta upp MlSlJ till bättre standard med kraftigare räls och eldrift som startades 3 december 1936. På detta vis kunde banan användas som en "genväg" om trafik behövde ledas om mellan Södertälje och Flen. 
Trafiken var ganska god fram till slutet av 1950-talet men vid det laget hade konkurrensen framförallt från privatbilismen men också lastbilstrafik att börjat märkas tydligt. Till sist kunde inte SJ motivera kostnaderna längre varefter persontrafiken på hela sträckan nedlades 27 maj 1962. Godstrafiken minskade också successivt och som en följd av detta nedlades Stålboga – Malmköping 31 maj 1964 och knappa tre år senare den återstående delen Malmköping – Skebokvarn 1 augusti 1967. Banan revs upp 1969–70 bortsett från sträckan Malmköping – Hosjö (ca 2 km norrut mot Röl-Smedsta) som används av Museispårvägen Malmköping, Sveriges Lokaltrafikmuseum. Banvallen gjordes till större delen om till enskilda vägar.

## Illustrationer

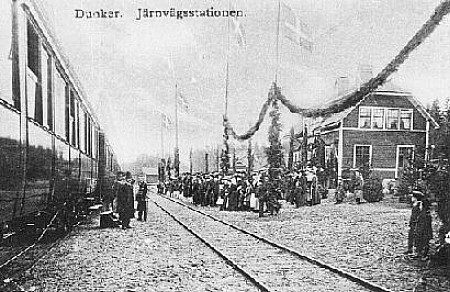
Dunkers station 1907.
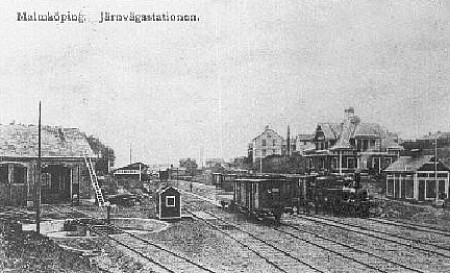
Malmköping station 1907.
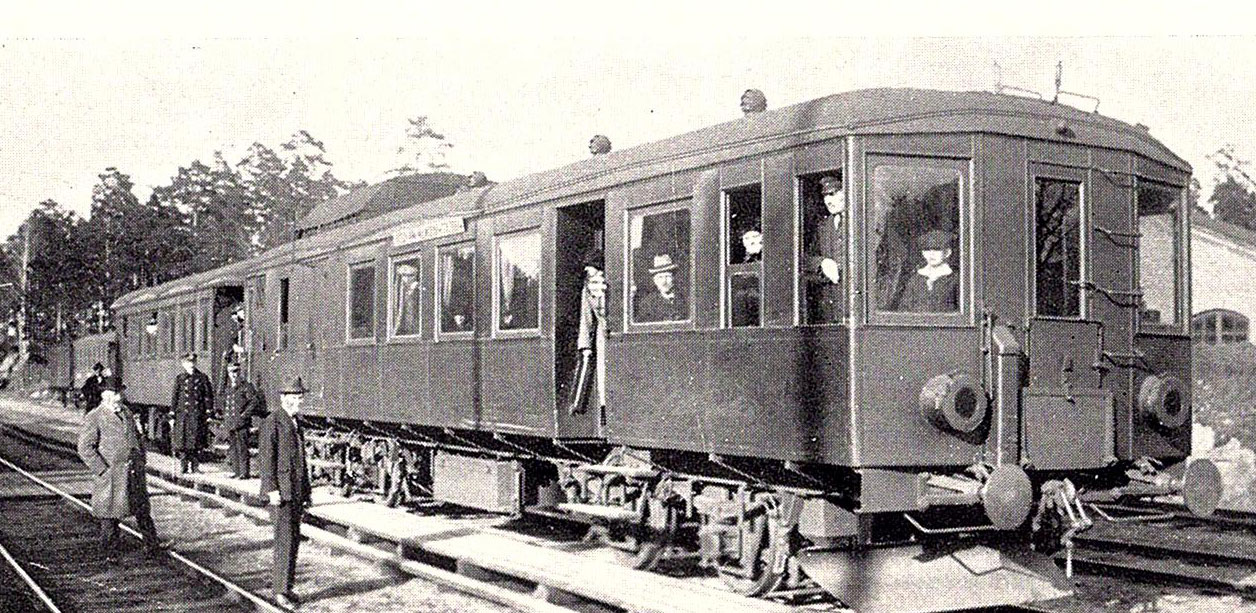
Dieselelektrisk motorvagn nr 1. I trafik från 1913.